# Kristotomus lini
Kristotomus lini là một loài tò vò trong họ Ichneumonidae.